# Ulla-Bell Thorin
Ulla-Bell Thorin, född den 26 december 1937, död den 11 maj 2018, var en svensk författare, folkhögskolelärare och förkämpe för dövas rättigheter.

## Biografi
Thorin blev helt döv i späda år vilket medförde många svårigheter i hennes uppväxt och utveckling. Hon utbildade sig till fritidspedagog och folkhögskollärare och arbetade några år på de dövas folkhögskola Västanviks folkhögskola i Dalarna. På 1980-talet flyttade hon tillbaka till Lindome och arbetade främst med att ge multifunktionshindrade ett språk.
Thorin engagerade sig för dövas rätt till teckenspråk och en rik "döv-kultur". Hon har varit aktiv i dövföreningar inom Sveriges Dövas Riksförbund och i Dövkyrkan.
1993 debuterade hon "på dövsvenska" med romanen "Berövat språk" – en skildring starkt färgad av hennes egen uppväxt. Boken har sedan följts av ytterligare fyra romaner och två fackböcker, bland annat "Tolktrubbel" som problematiserar profession och etik för teckentolkar.

### Familj
Ulla-Bell Thorin var dotter till författaren och debattören Astrid Pettersson, som beskrivit svårigheter med och fördomar om dövhet i romanen Född utan själ.